# ورزشگاه آنجوکلادانگ
ورزشگاه آنجوکلادانگ (به لاتین: Anjukladang Stadium) یک ورزشگاه در اندونزی است که در Nganjuk واقع شده‌است.